# Jan Bień
Jan Bień (ur. 1950) – polski inżynier budownictwa lądowego. Absolwent Politechniki Wrocławskiej. W 2012 otrzymał tytuł profesora nauk technicznych. Od 2012 profesor na Wydziale Budownictwa Lądowego i Wodnego Politechniki Wrocławskiej.

## Odznaczenia i wyróżnienia
- Krzyż Kawalerski Orderu Odrodzenia Polski (2015)[5]
- Nagroda im. prof. Stefana Bryły (2004)[6]